# Wolfgang Burmann Sánchez
Wolfgang Burmann Sánchez (Madrid, 19 de juny de 1940) és un director artístic espanyol d'origen alemany, responsable de l'ambientació i decoració de nombroses pel·lícules, sèries de televisió i obres de teatre. Fill de l'escenògraf i director artístic Sigfrido Burmann i germà del director de fotografia Hans Burmann. Va rebre la seva formació artística a Madrid, on va començar com a dibuixant de decorats de teatre. De 1957 a 1962 va treballar com a ajudant del seu pare, i el 1960 col·laborà en la realització d'El colós de Rodes de Sergio Leone. El 1963 va participar en la coproducció hispano-italiana La ametralladora i des d'aleshores ha participat en nombroses produccions i ha rebut nombrosos premis, entre ells un Goya.

## Filmografia
- 1963: Pacto de silencio
- 1964: Die goldene Göttin vom Rio Beni
- 1964: Die schwarzen Adler von Santa Fe
- 1964: Oklahoma John
- 1965: Tabú
- 1966: El tesoro de Makuba
- 1966: I lunghi giorni della vendetta
- 1967: Bang Bang Kid
- 1967: Peppermint Frappé
- 1967: La esclava del paraíso
- 1968: Quindici forche per un assassino
- 1968: Ragan
- 1968: Lo voglio morto
- 1968: Quel caldo maledetto giorno di fuoco
- 1969: El angel
- 1969: El cronicón
- 1969: Fortunata y Jacinta (pel·lícula)
- 1969: Pepa doncel
- 1969: Il trapianto
- 1970: Cantico
- 1970: Goya (Historia de una soledad)
- 1970: El techo de cristal
- 1971: La novicia rebelde
- 1972: Detràs del silencio
- 1972: Secuestro a la española
- 1973: Separación matrimonial
- 1974: El comisario G. en el caso del cabaret
- 1975: La joven casada
- 1975: Madres solteras
- 1976: 'El puente
- 1977: Curro Jiménez (sèrie)
- 1977: Camada negra
- 1978: Tobi
- 1979: Chocolate
- 1979: La sabina
- 1979: Speed Cross
- 1980: El canto de la cigarra
- 1980: Incubo sulla città contaminata
- 1981: La segunda guerra de los niños
- 1981: El poderoso influjo de la luna
- 1982: Le notti segrete di Lucrezia Borgia
- 1982: I camionisti
- 1983: El arreglo
- 1983: Epilogo
- 1985: La huella del crimen (sèrie)
- 1985: Romanza final
- 1987: Remando al viento
- 1987: Federico Garcia Lorca - Der Tod eines Dichters (sèrie)
- 1989: Continental
- 1989–90: Brigada Central (sèrie)
- 1990: Don Juan en los infiernos
- 1992: La reina anónima
- 1992: Brigada Central II: La guerra blanca (Fernsehserie)
- 1992: El amante bilingüe
- 1993: Crisis
- 1994: Compuesta y sin novio (sèrie)
- 1995: La flor de mi secreto
- 1995: Tesis
- 1996: El señor ombra
- 1997: Abre los ojos
- 1997: El grito en el cielo
- 1998: Paris-Timbuktu
- 1999: Sobreviviré
- 1999: El portero
- 2000: Furtivas
- 2002: Aunque estes lejos
- 2002: El misterio Galindez
- 2005: La mujer de mi hermano
- 2006: Lola, la pelicula
- 2007: Oviedo Express

## Premis i candidatures
Premis Goya
| Categoria                 | Any  | Pel·lícula                | Resultat  |
| ------------------------- | ---- | ------------------------- | --------- |
| Millor direcció artística | 2007 | Oviedo Express            | Candidat  |
| Millor direcció artística | 1998 | Abre los ojos             | Candidat  |
| Millor direcció artística | 1995 | La flor de mi secreto     | Candidat  |
| Millor direcció artística | 1991 | Don Juan en los infiernos | Candidat  |
| Millor direcció artística | 1988 | Remando al viento         | Guanyador |
| Millor direcció artística | 1986 | Romanza final (Gayarre)   | Candidato |

Medalles del Cercle d'Escriptors Cinematogràfics
| Any  | Categoria                      | Pel·lícula                    | Resultat  |
| ---- | ------------------------------ | ----------------------------- | --------- |
| 1969 | Millors decorats               | Fortunata y Jacinta           | Guanyador |
| 1970 | Millors decorats i ambientació | Goya, historia de una soledad | Guanyador |